# Seznam objektov Kopenske vojske Združenih držav Amerike v Južni Koreji
Seznam objektov Kopenske vojske Združenih držav Amerike v Južni Koreji.

## Seznam
- Camp Carroll
- Camp Casey
- Camp Castle
- Camp Coiner
- USAG Daegu
- Camp George
- Hannam Village
- Camp Henry
- Camp Hovey
- Camp Humphreys
- Camp Jackson
- Camp Market
- Camp Red Cloud
- Camp Stanley
- Camp Walker
- H220 Heliport
- K-16 Air Base
- Kunsan Pol Terminal Site
- Madison Site
- Masan Ammunition Depot
- Pier #8
- Tango (U.S. Army)
- Yong Pyong
- USAG Yongsan
- Henry Gong